# Afriquia
Afriquia ou Afriquia SMDC est une société marocaine de distribution de carburants, filiale du groupe Akwa. Elle a pour filiale Afriquia Gaz.
Afriquia est le plus important distributeur de pétrole du Maroc avec en 2016 environ 30% du marché.
Son directeur général depuis 2004 est Said Elbaghdadi. Depuis 2018, il préside également l'association des Centraliens du Maroc (ACSM).

## Histoire
Afriquia SMDC (Société marocaine de distribution de carburant) est fondée en 1959 par Ahmed Oulhaj Akhannouch et Haj Ahmed Wakrim.
En 1962, Afriquia se dote d'un dépôt de stockage de 286 000 m3, puis se diversifie dans le gaz. En 1972, Afriquia forme un partenariat avec Elf pour lancer ses activités lubrifiants dans le pays.
Le rachat en 2005 d'Oismine Group (propriétaire du réseau Somepi Carburants) fait d'Afriquia le leader de la distribution de carburants du Maroc. Dans la transaction, Akwa Group rachète à travers Afriquia 100 % des parts de Somepi grâce à un prêt accordé par l'Attijariwafa Bank. En 2006, Afriquia se défait de son partenariat historique sur les lubrifiants avec Elf et se rapproche de Texaco.
En 2007, Afriquia compte 400 stations-service au Maroc, et une capacité de stockage de 470,000 m3. Les stations sont reconnaissables grâce au concept « village Afriquia » décliné à tous les points de distribution.
En septembre 2015, Afriquia compte 500 stations-service et annonce une grande campagne de relooking de ses points de vente, ceci en vue de la libéralisation du marché d'ici la fin 2015. En février 2017, la direction annonce son intention de lancer son enseigne d'entretien automobile Autogo (alors 8 enseignes) sur l'ensemble de son réseau de stations-service,.
En avril 2018, un appel au boycott est lancé au Maroc sur les réseaux sociaux visant plusieurs marques de distribution dont Afriquia, accusées de tirer vers le haut le prix de certains produits de grande consommation,.
Fin 2018, Mohamed Benmoussa, économiste en Chef de la CGEM, dénonce les conflits d’intérêts de Aziz Akhanouch et le Cartel dont a profité Afriquia pour augmenter les prix de l'essence. Cela suscite la colère de Said Elbaghdadi, Directeur d'Afriquia, qui réagit via le journal Aujourd'hui le Maroc, propriété d'Akwa Group.
En mars 2020, l'entreprise affirme participer à hauteur d'un milliard de dirhams au fonds créé par le roi Mohammed VI pour lutter contre la pandémie de Covid19. Elle n'aurait en réalité donné que 400 millions de dirhams. Une information difficile à vérifier car le Trésor a décidé de rendre les chiffres anonymes.

## Performances financières

### Données en millions de dirhams

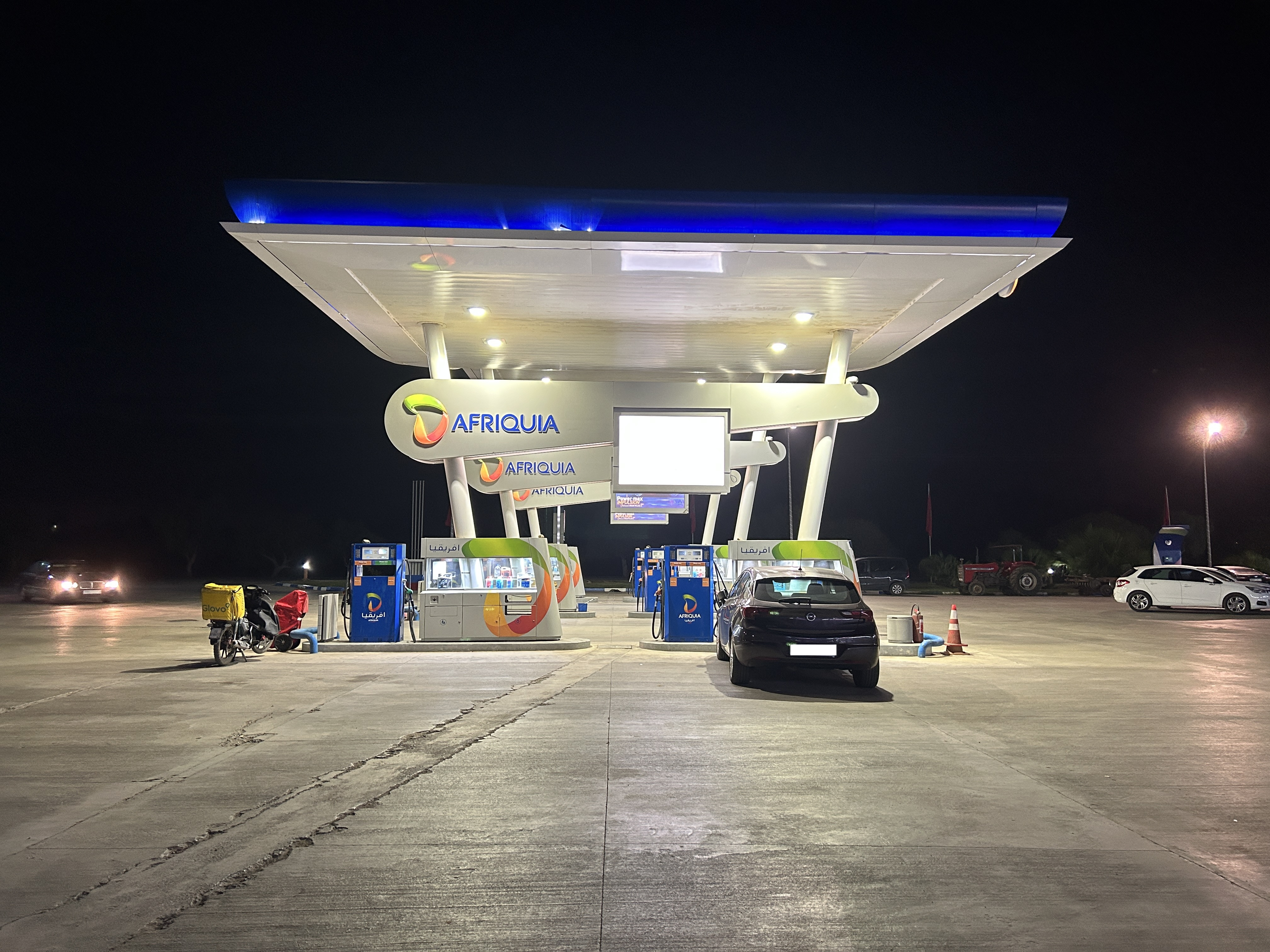
Station Afriquia dans la ville de Bouznika, Maroc

| Années                         | 2004   | 2005    | 2006    | 2007    | 2008    | 2009    | 2010    | 2011    | 2012    | 2013    | 2014    | 2015    | 2016    | 2017    |
| ------------------------------ | ------ | ------- | ------- | ------- | ------- | ------- | ------- | ------- | ------- | ------- | ------- | ------- | ------- | ------- |
| Chiffre d'affaires             | 621,1  | 1 682,3 | 2 178,2 | 2 503,8 | 2 811,7 | 2 605,8 | 3 245,6 | 3 454   | 3 609,4 | 3 568,6 | 3 598,2 | 3 402,3 | 3 562   | 4 424,1 |
| Résultat net                   | 40,7   | 130,8   | 176     | 220,3   | 236     | 284,7   | 334     | 362,8   | 401,4   | 399,2   | 404,8   | 420,6   | 478,7   | 573,6   |
| Taux de profit net de Afriquia | 6,55 % | 7,78 %  | 8,08 %  | 8,80 %  | 8,39 %  | 10,93 % | 10,29 % | 10,50 % | 11,12 % | 11,19 % | 11,25 % | 12,36 % | 13,44 % | 12,97 % |